# Замок у Мисленицях
Замок у Мисленицях — руїни середньовічного замку на території сучасного міста Мислениці Малопольського воєводства.
Королівський замок у Мисленицях розташовувався в Щижицькому повіті Краківського воєводства. Відомі згадки про нього з XVI століття.

## Розташування
Руїни замку розташовані на правому березі річки Раба, на схилі гори Уклейна або Замчище. В середні віки з боку пагорба замок було відгороджено земляним валом і двома ровами. Вінчала замок кругла кам'яна вежа; її зовнішній діаметр становив 10 метрів, а внутрішній — 2 метри. З боку річки знаходився майдан неправильної форми близько 11 на 17 метрів. Невідомо коли вежу знесли, швидше за все підірвали, про що свідчить розкиданість її уламків по всьому схилу і на майдані.

## Історія
У джерельних документах не вказано, хто побудував замок у Мисленицях. Опираючись на археологічні дані припускають, що він вже стояв в 13-14 століттях. Припускається, що вежа виконувала роль сторожової застави на річці Раба. Подібні функції приписуються замкам в Чхуві над Дунайцем і Ритро на річці Попрад. В історичних дослідженнях про Мислениці містяться відомості про систему оборонних споруджень навколо міста, т. зв мисленицькі загороди. Ці укріплення охороняли торговий шлях з Кракова до Угорщини та окрім замку на горі Уклейні містили також менші, підпорядковані укріплення, так звані кустодії (сторожки) у селах Осечани та Стружа. Нижче по течії річки Раби стояв замок у Добчицях.
У замку гостював Миколай Рей, якого приймав Спитек Вавжинець Йордан, саме в цьому місці поет написав частину своєї відомої праці «Житіє поштивої людини». Уже в XVI столітті замок зруйновали. Обставини підриву вежі невідомі.